# Тамас
Та́мас (санскр. तमस् «тьма») или та́мо-гу́на — гуна (свойство) невежества. Одна из трёх гун, или качеств материальной природы в индуизме. Термин также используется в буддизме.
Среди трёх гун — саттва, раджас и тамас — тамас считается самой негативной, или низшей гуной материальной природы. Основными характеристиками тамо-гуны являются: тьма, смерть, разрушение, невежество, лень и безумие. Лень имеет отношение к смерти, а невежество — к тьме. Тамас также иногда переводится как «безразличие», которое в определённом контексте считается одним из признаков влияния тамо-гуны.
Три гуны материальной природы — саттва, раджас и тамас, обстоятельно описываются в философии санкхьи — одной из шести ортодоксальных школ философии индуизма. Каждая гуна обладает своими собственными отличительными особенностями и утверждается, что материальный мир состоит из комбинации этих трёх гун. Тамас представляет собой самое низшее, грубое, медленное или инертное качество материальной природы, подобное камню или куску земли. В нём отсутствует энергия раджаса и чистота саттвы.
В «Санкхья-карике» тамас имеет свойства «тяжелый и обволакивающий» (С.-к. 13). Аспекты интеллекта (буддхи), связанные с тамасом, противоположны аспектам интеллекта, которые связаны с саттвой (дхарма, джняна, бесстрастие, успех) (С.-к. 23). C тамасом связано появление тонких элементов (танматр) из ахамкары (С.-к. 26).
Положительная функция тамаса — смрити, или память, а также способность завершать, ставить точку в том, что было порождено саттвой и реализовывалось с помощью раджаса.
Тамасу невозможно противостоять тамасом — это возможно сделать с помощью раджаса (действия), и постепенно возвыситься до уровня саттвы. Прямой переход от тамаса к саттве не представляется возможным.
Результатом влияния тамаса на индивида является деградация в низшие формы жизни в круговороте рождения и смерти — сансаре.
Тамо-гуна — полная противоположность саттва-гуны. В тама-гуне люди не понимают сути вещей. Человек в тама-гуне очень ленив и совсем не интересуется духовной жизнью. Он лишён активности, присущей раджа-гуне. Такой человек спит больше, чем необходимо. Такие люди постоянно подавлены и привязаны к интоксикациям. Любая деятельность, которой они заняты, не приносит блага ни им, ни окружающим.
В «Бхагавад-гите» Кришна говорит о тамо-гуне (косности) следующее:
Косность же, знай, происходит из неведения, вводящая в заблуждение всех воплощенных, она нерадивостью, ленью и дремой сковывает, о Бхарата(14.8)
Помрачение, бездеятельность, небрежение и заблуждение также, о радость куру, — они рождаются при возрастании косности. (14.13)
К растворению при страстности пришедший рождается среди преданных деянию, растворившийся же при косности рождается в лонах глупцов. (14.15)

## Упоминания в массовой культуре
В романе Ивана Ефремова «Час Быка» Тамасом названо скопление тёмной материи, по представлениям Ефремова, наряду с обычной материей формирующее спиральную структуру Вселенной: «Стрелки медленно выравнивались, одна за другой прекращая своё неровное трепетание, и справа на экраны начала наползать тьма. Это не был ночной мрак Земли, наполненный воздухом, запахами и звуками жизни. И не мрак космического пространства, чернота которого всегда подразумевает необъятный простор. На звездолет ползло нечто не поддающееся чувствам и разуму, не наделенное ни одним из привычных человеку свойств, не поддающееся даже абстрактному определению. Это было не вещество и не пространство, не пустота и не облако. Нечто такое, в чём все ощущения человека одновременно тонули и упирались, вызывая глубочайший ужас».
В повести Виктора Пелевина «Жёлтая стрела» встречается иронично-завуалированное упоминание этого понятия: «Пусть ваш сегодняшний день будет легким, радостным и пронизанным лучами солнечного света — этого вам желает популярная эстонская певица Гуна Тамас».